# Karauta
Karauta – gaun wikas samiti w zachodniej części Nepalu w strefie Lumbini w dystrykcie Rupandehi. Według nepalskiego spisu powszechnego z 2001 roku liczył on 1226 gospodarstw domowych i 9499 mieszkańców (4563 kobiet i 4936 mężczyzn).